# Střední Asie

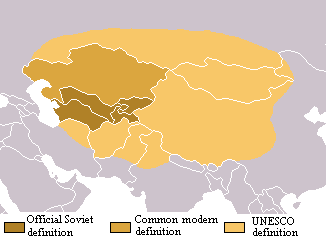
Mapa Střední Asie ukazující tři její vymezení - sovětské oficiální vymezení (nejužší), obecné současné vymezení a vymezení UNESCO (nejširší)

Střední Asie je geograficky nejednoznačně definovaná oblast v Asii.

## Geografické a kulturní vymezení

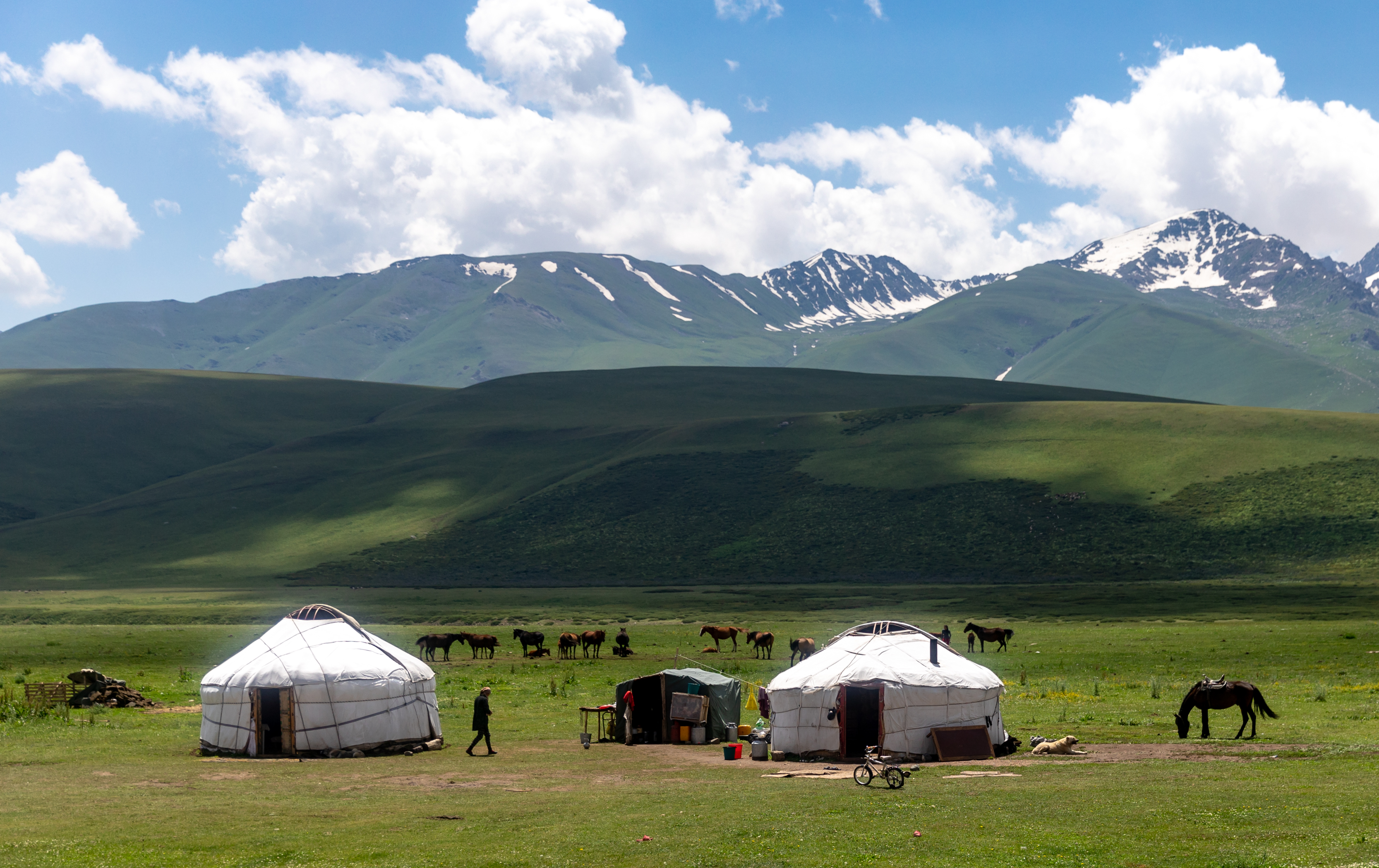
Jurty kyrgyzských pastevců v pohoří Ťan-šan

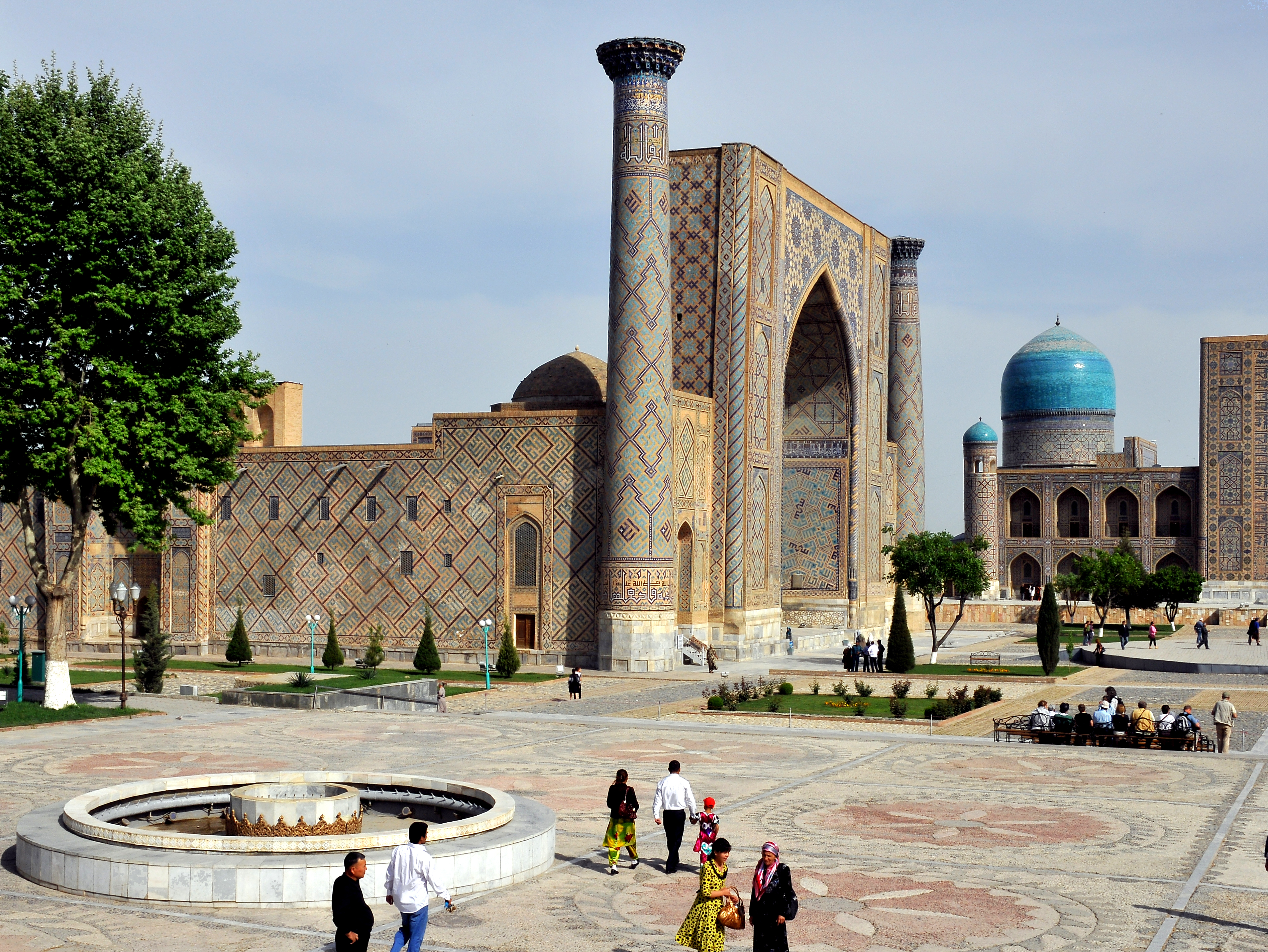
Islámská medresa v uzbeckém Samarkandu

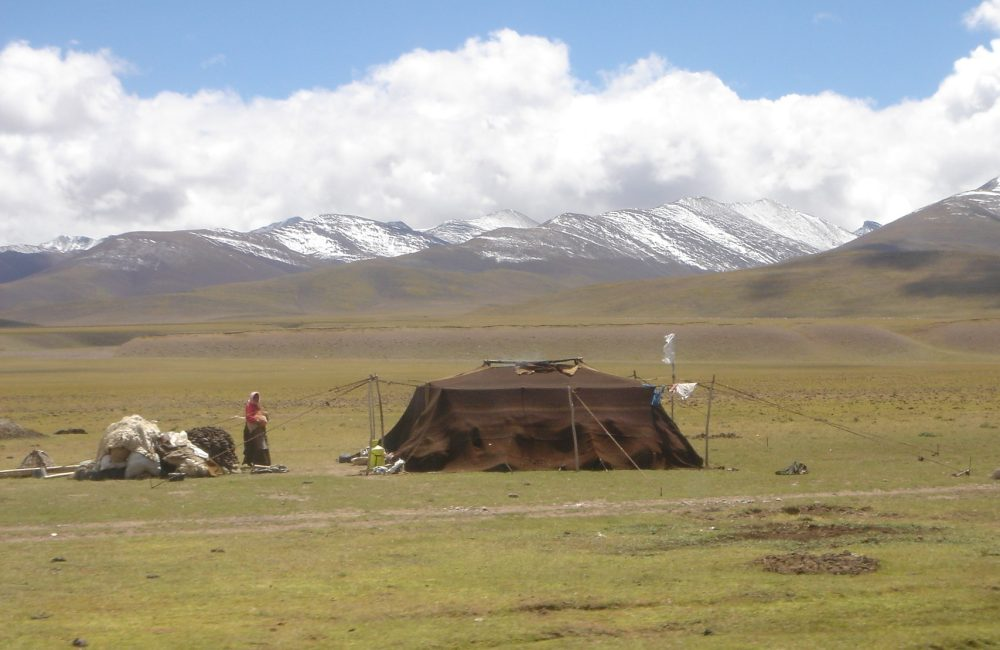
Stan tibetských nomádů u jezera Namco

Alexander von Humboldt definoval Střední Asii jako oblast o zeměpisné šířce 10° (od 39,5° s. š. do 49,5° s. š.), přičemž západní hranice je daná pobřežím Kaspického moře a východní hranice je mnohem méně výrazná. Cestovatel Nikolaj Michajlovič Prževalskij uvádí pojmy Střední a Centrální Asie. Podle něj Střední Asie zahrnuje dnešní Kyrgyzstán, Tádžikistán, Uzbekistán, Turkmenistán, jih Kazachstánu, východní Turkestán (část dnešní ujgurské autonomní oblasti Sin-ťiang v Číně) a západní část Tibetu. Pod Centrální Asii řadí část dnešního Kazachstánu, Burjatsko, Mongolsko, čínské Vnitřní Mongolsko a východní Tibet.
V současnosti je dohoda o vymezení Střední Asie jednodušší a vychází z definice Velké sovětské encyklopedie z roku 1975 (Střední Asie je území zahrnující bývalou Uzbeckou SSR, Kyrgyzskou SSR, Tádžickou SSR a Turkmenskou SSR). Dnes sem tedy patří zcela jistě všechny „středoasijské“ republiky bývalého Sovětského svazu: pouštní Turkmenistán, hornatý Kyrgyzstán, historickými památkami nejbohatší Uzbekistán a velehorský Tádžikistán. V případě Kazachstánu je situace trochu složitější – do Střední Asie se zahrnuje pouze jeho jižní část. Někdy bývá do této oblasti zahrnován ještě Afghánistán a Sin-ťiang.
Kulturní vymezení Střední Asie je například podle definice UNESCO širší – má se jednat o oblast, kde je u místních národů patrná jejich historicko-kulturní sounáležitost. Podle UNESCO patří do Střední Asie Mongolsko (Vnitřní i Vnější), Sin-ťiang, Tibet, středoasijské republiky bývalého Sovětského svazu, východní Írán, severní Afghánistán a severozápadní Indie.

## Státy Střední Asie
Státy postupně vznikly v době Sovětského svazu na území tzv. Ruského Turkestánu. Po Říjnové revoluci (1917) zde hranice různých autonomních státních útvarů vytyčoval Lidový komisariát pro národnosti vedený Josifem Stalinem. Rozdělení Turkestánu na národní státy byl motivováno mimo jiné hrozbou panturkického hnutí. V letech 1924–1936 zde bylo vytvořeno pět svazových republik (SSR), které spolu se třemi jihokavkazskými a třemi původními slovanskými rozšířily celkový počet svazových národních republik na jedenáct. Samostatné státy se z nich staly při rozpadu Sovětského svazu v roce 1991.
| Stát jeho vlajka | Hlavní město | Rozloha (km²) | Počet obyvatel |
| ---------------- | ------------ | ------------- | -------------- |
| Kazachstán       | Astana       | 2 717 300     | 20,1 mil.      |
| Turkmenistán     | Ašchabad     | 488 100       | 6,1 mil.       |
| Uzbekistán       | Taškent      | 447 400       | 34,9 mil.      |
| Kyrgyzstán       | Biškek       | 198 500       | 6,7 mil.       |
| Tádžikistán      | Dušanbe      | 143 100       | 9,5 mil.       |

Kulturně (UNESCO):
- Afghánistán
- Mongolsko